# C15H20ClN3O2
化学式C15H20ClN3O2（摩尔质量：309.79 g/mol）可能指：
- 扎考必利，CAS号：90182-92-6
- CGP-25454A，CAS号：104391-26-6

|  | 这个同类索引页列出了具有相同分子式的化学物（即同分異構體）条目。 除非您是有意链接至本页，否则应将相应条目的内部链接指向正确的条目。 |